# Cobb (Wisconsin)
Cobb és una població dels Estats Units a l'estat de Wisconsin. Segons el cens del 2000 tenia 442 habitants.

## Demografia
Segons el cens del 2000, Cobb tenia 442 habitants, 188 habitatges, i 121 famílies. La densitat de població era de 189,6 habitants per km².
Dels 188 habitatges en un 30,9% hi vivien nens de menys de 18 anys, en un 58,5% hi vivien parelles casades, en un 4,3% dones solteres, i en un 35,6% no eren unitats familiars. En el 31,4% dels habitatges hi vivien persones soles el 14,4% de les quals corresponia a persones de 65 anys o més que vivien soles. El nombre mitjà de persones vivint en cada habitatge era de 2,35 i el nombre mitjà de persones que vivien en cada família era de 3,02.
Per edats la població es repartia de la següent manera: un 25,6% tenia menys de 18 anys, un 7,5% entre 18 i 24, un 27,4% entre 25 i 44, un 19,7% de 45 a 60 i un 19,9% 65 anys o més.
L'edat mediana era de 38 anys. Per cada 100 dones de 18 o més anys hi havia 103,1 homes.
La renda mediana per habitatge era de 34.531 $ i la renda mediana per família de 40.278 $. Els homes tenien una renda mediana de 32.143 $ mentre que les dones 21.838 $. La renda per capita de la població era de 18.815 $. Aproximadament el 2,2% de les famílies i el 4,2% de la població estaven per davall del llindar de pobresa.

## Poblacions properes
El següent diagrama mostra les poblacions més properes.